# Helmhokko
De helmhokko (Pauxi pauxi) is een vogel uit de familie van de sjakohoenders en hokko's (Cracidae). De wetenschappelijke naam van de soort is gepubliceerd in 1766 door Linnaeus. Het is een bedreigde vogelsoort in Venezuela en Colombia.

## Kenmerken
De vogel is 91 cm lang. Het is een grote zwarte, bodembewonende vogel met een eigenaardige, licht blauwachtige gekleurd uitgroeisel voor op de kop. De snavel en de poten zijn dofrood. Zowel het mannetje als het vrouwtje zijn zwart met een groenblauwe glans. De buik, onderstaartdekveren en het staartuiteinde zijn wit. Er is ook een bruinkleurige fase die zeldzamer is.

## Voorkomen en leefgebied
De soort komt voor in het noordwesten van Zuid-Amerika en telt twee ondersoorten:
- P. p. pauxi: van noordoostelijk Colombia tot het noordelijke deel van het middenwesten van Venezuela.
- P. p. gilliardi: Sierra de Perijá (grensgebied Colombia-Venezuela).

Het leefgebied is beperkt tot subtropisch nevelwoud in rotsige berggebieden tussen de 500 en 2200 m boven zeeniveau. Deze hokko heeft een voorkeur voor dichtbegroeide ravijnen.

## Status
De helmhokko heeft een beperkt verspreidingsgebied en daardoor is de kans op uitsterven aanwezig. De grootte van de populatie werd in 2023 door BirdLife International geschat op 3500 tot 12500 volwassen individuen en de populatie-aantallen nemen af door habitatverlies en bejaging. Het leefgebied wordt aangetast door ontbossing waarbij natuurlijk bos wordt omgezet in gebied voor beweiding en de teelt van drugs. Om deze redenen staat deze soort als kwetsbaar op de Rode Lijst van de IUCN.